# Pyrestes birmanica
Pyrestes birmanica là một loài bọ cánh cứng trong họ Cerambycidae.